# З/Л/О
«З/Л/О» (англ. «V/H/S») —  американский антологический фильм ужасов 2012 года, созданный Брэдом Миской и Bloody Disgusting. В фильме представлена серия короткометражек, написанных и снятых Адамом Вингардом, Дэвидом Брукнером, Ти Уэстом, Гленом Маккуэйдом, Джо Сванбергом и режиссерским коллективом Radio Silence.
Фильм дебютировал на кинофестивале Сандэнс в январе 2012 года, а 31 августа 2012 года был выпущен в прокат. Ограниченная театральная премьера фильма состоялась в США 5 октября 2012 года, а в Великобритании — 18 января 2013 года.
Фильм породил франшизу З/Л/О с пятью продолжениями, З/Л/О/2, З/Л/О: Новый вирус, З/Л/О 94, З/Л/О 99, З/Л/О 85 и двумя спин-оффами, Сирена и Детки против пришельцев, а также мини-сериал V/H/S Мини-сериал на платформе Snapchat's Snap Originals. В России премьера первого фильма прошла 6 сентября 2012 года.

## Стиль съёмки
В интервью IndieWire продюсер Брэд Миска рассказал о процессе разработки З/Л/О, который включал в себя стиль съемки "доверие-падение". Все отношения возникли благодаря долгой истории Bloody Disgusting.
Для "З/Л/О" мы обратились к людям, с которыми я поддерживаю отношения через Bloody Disgusting - к группе надежных режиссеров, которые, как мы думали, захотят принять участие в этом проекте. Они предложили нам свои идеи, а затем пришли к нам с обработками и сценариями. Это было что-то вроде: "Если вам это нравится, делайте свое дело". Что касается самого фильма, который получил зеленый свет, то сюжет, который проходит через весь фильм, был тем, что мы изначально обсуждали. Так что мы просто пошли на поводу у этой упрощенной истории и позволили режиссерам делать свое дело. Что является своего рода обратной стороной того, как вы должны делать подобные фильмы. Вы должны делать это в последнюю очередь. Это стало проектом типа "заполнить дыру". Что мы можем поставить здесь? Что мы можем поставить здесь? Знаете, что здесь может усилить эффект? Так что это был живой проект. Живой фильм, если хотите.

## Сюжет
Фильм представлен как антология короткометражных фильмов ужасов, которые все вместе составляют целый фильм. Каждая часть якобы является материалом на найденной VHS-кассете.

### Кассета 56 / Основной сюжет
англ. Tape 56
Режиссёр — Адам Вингард
Автор сценария — Саймон Барретт
Группа молодых преступников записывает на видеокамеру свои преступления, которые варьируются от уничтожения заброшенного дома, до нападения на молодых девушек ради записи любительского порно. Чтобы выйти на новый уровень преступной деятельности, они без вопросов берутся за работу, данную им анонимным третьим лицом. Преступникам предлагают большую сумму денег за выполнение такого задания: нужно пробраться в один дом и украсть обычную VHS-кассету.
Пробравшись в дом, они находят в нём мёртвого старика, сидящего в кресле перед включёнными телевизорами. Понимая, что помехи для ограбления нет, преступники обыскивают дом и находят сотни видеокассет без маркировки и забирают их все, чтобы наверняка найти нужную. Тем временем, один из преступников остается в комнате с трупом, чтобы посмотреть кассету, оставленную в видеомагнитофоне. Последующие просмотры кассет будут занимать большую часть фильма.
По мере продвижения сюжета, бандиты замечают странный силуэт, который передвигается по подвалу и является, судя по всему, мёртвым стариком. Кроме того, непонятно как тело хозяина исчезает из кресла, а затем снова появляется в той же позе. Вскоре преступники замечают, что тот, кто остался смотреть кассету из видеомагнитофона, исчез. В конце концов главарь преступников возвращается в комнату с трупом, но не находит его. Он идёт искать своих товарищей наверху и находит там обезглавленное тело одного из них, а также становится жертвой нападения зомбированного старика. Преступник бежит, падает с лестницы, и его убивает старик. После этого самопроизвольно запускается последняя кассета (см. «31.10.1998»).

### Ночь любителя
англ. Amateur Night
Режиссёр — Дэвид Брукнер
Авторы сценария — Саймон Барретт и Николас Текоски
Трое друзей — Шейн, Патрик и Клинт — арендовали комнату в мотеле, чтобы найти девушек и заняться там с ними сексом. Очки Клинта оснащены скрытой камерой, с помощью которой друзья намереваются снять любительское порно. Они отправляются в ночной клуб, где Клинт встречает странную девушку Лили, которая не говорит ничего, кроме фразы «Ты мне нравишься».
Вместе с Лили друзья берут с собой ещё одну девушку — Лизу. Она сильно перебрала и отключилась, а Шейн стал пытаться заняться с ней сексом. Патрик, смеясь, просит его прекратить. Разочарованный Шейн подходит к Лили и пытается заняться сексом уже с ней, затем начинает раздеваться Клинт. Начинается групповой секс. Потрясённый Клинт идёт в ванную, а его место занимает Патрик, но Лили это не нравится.
Через несколько мгновений в ванную врывается Патрик и говорит Клинту, что Лили его покусала. Они оба выходят из ванной и видят, что у Лили появились клыки, которыми она стала убивать Шейна. Патрик отрывает в ванной крепления от шторки и пытается атаковать Лили, в то время как Клинт приводит в чувства Лизу. Попытки Патрика остановить Лили не увенчались успехом, и Лили убивает его. Клинт оставляет Лизу, бежит из номера, падает с лестницы и ломает запястье. Его находит Лили, и, вместо того, чтобы атаковать его, она начинает делать ему минет. Видя, что Клинту это не нравится, она отходит и начинает плакать. Клинт убегает и просит о помощи. Лили догоняет его и уносит в небо (теперь у неё выросли крылья). Клинт кричит, а его очки сваливаются с него и падают на землю.

### Второй медовый месяц
англ. Second Honeymoon
Режиссёр и автор сценария — Тай Уэст
Супружеская пара — Сэм и Стефани — отправляются на запад США, чтобы провести там свой второй медовый месяц. Они снимают номер в мотеле. Пара посещает аттракцион на тему Дикого Запада, где Стефани получает предсказание из гадального автомата о скором воссоединении со своим любимым человеком. В тот же вечер в номер пары стучится девушка, которая просит их завтра подвезти её. Ночью эта девушка проникает в номер, ласкает ягодицы Стефани ножом, берёт из бумажника Сэма 100 долларов и окунает его зубную щетку в унитаз, записывая всё это на камеру. На следующий день Сэм замечает пропажу денег и думает, что их взяла Стефани. Этой ночью таинственная девушка снова проникает в номер и перерезает Сэму горло, записывая на камеру, как он захлёбывается собственной кровью. После этого камера показывает ту девушку, моющую нож от крови и затем целующую Стефани. Затем обе девушки уезжают на машине, и Стефани спрашивает у другой, всю ли запись та стёрла.

### Вторник, 17-е
англ. Tuesday the 17th
Режиссёр и автор сценария — Гленн Макквейд
Трое друзей — Джоуи, Спайдер и Саманта — вместе с новой знакомой Венди отправляются на отдых. Джоуи записывает ребят на видео, в то время как Венди проводит их через лес. Венди рассказывает компании о том, что в прошлом году её друзья были убиты в этом лесу, но ребята воспринимают эту историю как шутку. Позже Саманта и Спайдер отстают от группы, и их убивает неизвестный убийца, который появляется на записи только в виде помех. На озере Венди рассказывает Джоуи о том, что она заманила их троих в этот лес, чтобы отомстить убийце. Она — единственная выжившая в прошлом году, но полиция ей не поверила. Неожиданно «убийца из помех» подкрадывается к Джоуи со спины и перерезает ему горло. Венди убегает и заманивает убийцу в ловушки, расставленные в лесу. Убийца попадается в последнюю. Венди думает, что всё кончено, но существо пропадает из ловушки, а затем спрыгивает на Венди с дерева и убивает её.

### Странная вещь, случившаяся с Эмили, когда та была моложе
англ. The Sick Thing That Happened to Emily When She Was Younger
Режиссёр — Джо Суонберг
Авторы сценария — Саймон Барретт и Джо Суонберг
Эмили общается по видеочату со своим бойфрендом-медиком Джеймсом. Она считает, что её дом населён призраками. Её также беспокоит странная шишка, появившаяся на руке, которая напомнила ей о случае, произошедшем с ней в детстве.

### 31.10.1998
англ. 10 / 31 / 98
Режиссёры и авторы сценария — квартет «Radio Silence».
31 октября 1998 года на Хэллоуин компания молодых людей отправляется на костюмированную вечеринку. Но дом, где она должна была происходить, оказывается полностью пуст, и ребята, приняв его за аттракцион «дом с привидениями», решают вдоволь повеселиться. Когда они поднимаются на чердак, они видят женщину, привязанную верёвками за руки и нескольких мужчин, кричащих и избивающих её. Сцена похожа на призыв духа. Друзья, принимая всё это за шутку, решают поддержать. Из одного участника церемонии вырывается, по-видимому, демон. Ребята не на шутку испугались и решают бежать, вокруг происходит что-то странное, дом как будто живой. У входа они останавливаются и решают спасти ту девушку. Девушку они спасают, сбегают из злополучного места на машине. В дороге девушка неожиданно из машины исчезает, сама же машина глохнет на железнодорожных путях. В последних кадрах видно, как девушка появляется перед машиной и отходит от неё, как только на путях появляется поезд. Молодые люди не могут выбраться из машины, двери и окна заперты.
В России в театральном прокате шла урезанная версия фильма. В прокатную версию не попала новелла «Второй медовый месяц» режиссёра Тай Уэста.

## Выпуск
Тревор Грот, программист полуночных фильмов на кинофестивале Сандэнс, сказал: "Я отдаю этому фильму должное, потому что концептуально он не должен был мне понравиться. ... Лично мне скучно смотреть фильмы ужасов в жанре found-footage, каковым является этот фильм. А омнибусные попытки редко срабатывают. Но этот фильм работает. Это ужасно, и очень хорошо исполнено". Horror-Movies.ca сообщил, что во время премьеры фильма на Sundance два человека упали в обморок.
На кинофестивале Сандэнс в 2012 году компания Magnolia Pictures приобрела права на североамериканский прокат фильма за чуть более $1 млн. Ограниченный кинотеатральный релиз начался 5 октября 2012 года в США и 1 ноября 2012 года в Аргентине. Фильм был выпущен на DVD, Blu-ray и для цифрового скачивания 4 декабря 2012 года. Он был выпущен на титульном формате VHS 5 февраля 2013 года.

## Критика
З/Л/О получило смешанные отзывы от критиков и зрителей. На сайте Rotten Tomatoes фильм имеет рейтинг одобрения 56 %, основанный на 106 рецензии со средней оценкой 5,6 из 10. Консенсус критиков на сайте гласит: «Неровная коллекция фильмов ужасов в стиле «найденные кадры», З/Л/О имеет несколько изобретательных пугающих моментов, но его исполнение оставляет желать лучшего». На сайте Metacritic, который присваивает средневзвешенную оценку из 100 баллов рецензиям основных критиков, фильм получил средний балл 55 на основе рецензий 21 критика, что означает «смешанные или средние отзывы».
Большинство рецензентов отметили, что фильм показался им слишком длинным. Variety отметила, что «сегменты отличаются по качеству, и в целом фильм затягивается почти на два часа. Некоторое сокращение (возможно, перевод более слабых эпизодов на дополнительный DVD) повысило бы шансы фильма в кинотеатрах».
Empire дал фильму четыре звезды из пяти, сказав, что «самая большая изюминка - его неизменно высокое качество... все идет в ход, и все это работает». The Hollywood Reporter дал фильму мягко положительную рецензию, заявив: «Освежающе, З/Л/О обещает не больше, чем дает, что всегда является плюсом для жанрового кино». Fangoria похвалила фильм, отметив, что «загадка, почему/как некоторые из этих вещей вообще оказались на VHS-кассетах», была немного прыжковой.
Шон О'Коннелл из The Washington Post дал фильму язвительную рецензию, сказав, что хотя «на бумаге это умная концепция» и «вероятно, она отлично прозвучала на совещании», она «потеряла весь блеск из-за халтурного исполнения». Далее он раскритиковал «неудобоваримую технику трясущейся камеры» и «грубую и дилетантскую» игру актеров, хотя и назвал сегмент Сванберга лучшим. Роджер Эберт также был среди критиков, которые посчитали фильм слишком длинным, поставив фильму одну звезду из четырех и сказав, что «ни один из сегментов не является особенно захватывающим. В совокупности это слишком много всего».

## Сиквелы и спин-оффы
Сиквел, названный З/Л/О/2, был дебютирован 19 января в рамках фестиваля Sundance 2013. Фильм вышел на VOD 6 июня, а в кинотеатрах — 12 июля. Третья часть серии, под названием З/Л/О: Новый вирус, была выпущена на видео по запросу 23 октября 2014 года, а в кинотеатрах — 21 ноября того же года.
Спин-офф, основанный на фрагменте Amateur Night, под названием Сирена вышел на экраны 2 декабря 2016 года.
Четырехсерийный мини-сериал V/H/S Мини-сериал вышел на Snap Originals 28 октября 2018 года.
Перезагрузка под названием З/Л/О 94 была выпущена исключительно на Shudder 6 октября 2021 года. Сиквел З/Л/О 99 дебютировал в стриме Midnight Madness на Международном кинофестивале в Торонто в 2022 году и был выпущен на Shudder 20 октября 2022 года.